# Papyrus (série télévisée d'animation)
Pour les articles homonymes, voir Papyrus.
Papyrus est une série télévisée d'animation belgo-franco-canadienne en 52 épisodes de 22 minutes, créée d'après la série de bande dessinée éponyme de Lucien De Gieter, produite par Dupuis Audiovisuel, TF1 et Medver Inc.. En France, la série a été diffusée à partir du 8 avril 1998 sur TF1 dans l'émission TF! Jeunesse, en Belgique sur La Deux dans Ici Bla-Bla, au Canada à l'automne 1998 sur YTV et au Québec à partir du 9 septembre 2000 à la Télévision de Radio-Canada.

## Accroche
« Au commencement, Horus le dieu faucon de lumière et Seth le dieu du mal, se disputèrent le pouvoir sur l'Égypte. Le tribunal des dieux trancha : Seth fut exilé, Horus devint le premier pharaon. Alors pendant deux mille ans les pharaons succédèrent aux pharaons. Mais Seth a préparé sa revanche : réfugié dans sa maléfique pyramide noire d'Ombos, il a emprisonné Horus dans un sarcophage magique. Désormais l'Égypte, privée de son dieu protecteur, vit sous la menace de Seth et de son serviteur Aker. Jusqu'au jour où Papyrus, un jeune pêcheur élu des dieux, remplira sa mission : trouver la porte d'Ombos pour délivrer Horus et ramener la paix sur l'Égypte. »

## Synopsis
Papyrus, simple petit pêcheur, et Théti, la princesse d'Égypte, fille du pharaon Mérenré, vivent au temps des pharaons dans l'Égypte antique. Papyrus est muni du glaive d'Horus dont la puissance vient de la magie des dieux et est le protégé de Nébou, la « déesse resplendissante », fille de Sobek, le dieu du Nil à tête de crocodile. Théti, elle, est la prêtresse d'Isis, l'épouse d'Osiris.

## Personnages

### Principaux
Papyrus
Fils adoptif de pêcheur, il a reçu ce nom parce qu'il a été découvert au milieu de papyrus. Il sauve la princesse Théti et se voit chargé par la déesse Nébu de combattre les forces démoniaques envoyées par Seth, le dieu du mal. On apprend dans l'épisode 20 qu'il est le descendant de Toutânkhamon.
Princesse Théti-Chéri
Fille du pharaon et Grande Prêtresse d'Isis, elle a été embaumée par des sbires d'Aker et laissée pour morte pour obliger son père d'abdiquer. Sauvée par Papyrus, elle aide ce dernier dans ses aventures.
Pharaon Merenrê
Pharaon des Deux Terres et père aimant de Théti, il règne sur l’Égypte. On apprend que, dans son passé, il avait eu une attitude arrogante et même injuste, due à l'influence d'Aker (ce qui explique le bannissement de Raouser), et que son épouse est morte victime de la magie de Seth.
Raouser
Grand Prêtre d'Horus, il apporte sagesse et conseil à Papyrus, Théti, et Merenrê. Il fut autrefois banni par Pharaon pour s'être opposé à l'une de ses décisions (cette décision est révélée dans l'épisode 41), mais il est rappelé au palais au début de la série.
Aker
Antagoniste principal de la série avec son dieu, il est le Grand Prêtre du dieu Seth.

### Récurrents
Hapou
Fils de l'Architecte Royal ayant précédé Imouthep et enfant ayant perdu la raison à la suite d'une attaque d'un possédé de Seth, il aide régulièrement Papyrus et ses amis.
Tiya
Princesse des voleurs de Thèbes, cette jeune fille sauvera Papyrus des gardes d'Ahmès et deviendra son amie. Elle aidera parfois Théti et Papyrus dans leur quête.
Imouthep
D'abord scribe mendiant, il aide Papyrus à arrêter Seth et devient son ami. Nommé Architecte Royal par Pharaon, il accompagne Papyrus dans plusieurs de ses aventures. Son nom fait référence à l'architecte Imothep.
Bebo
Prince d'une tribu libyenne pacifiste, il a été pris en otage par Tahar, Seigneur de Libye. Il rencontre Papyrus et Théti lorsqu'ils sont capturés par l'armée des Libyens et décide de les aider. Il les accompagnera dans la plupart de leurs aventures.
Ahmès
Frère cadet du Pharaon et oncle de Théti. Partisan de Seth, cupide et avide de pouvoir, il trahira son frère à de nombreuses reprises pour tenter de prendre sa place avec l'aide d'Aker, sans succès. Il sera finalement arrêté dans l'épisode 51.
Shepsheska
Prêtre félon et adorateur de Seth, il s'associe régulièrement aux forces du mal afin de renverser Merenrê (tout comme Ahmès), mais les plans auxquels il participe échouent, voire se retournent contre lui.
Nekhet & Nézimonthou
Ce sont les principaux conseillers de Pharaon avec Raouser. Nekhet est le chef de la garde royale, tandis que Nézimonthou est le Grand Vizir.
Roi Hattusil
Souverain des Hittites, il viendra à plusieurs reprises à Thèbes pour signer (puis prolonger) avec Pharaon un traité de paix entre l'Égypte et l'empire Hittite.
Princesse Haniti
Fille du roi Hattusil, elle représente régulièrement son père auprès de Pharaon. Après que Papyrus lui ait sauvé la vie, elle commencera à avoir le béguin pour lui.
Général Menenethet
Chef des armées de Pharaon, c'est l'ennemi juré du roi Hattusil. Il désire par-dessus tout la guerre entre l'Égypte et les Hittites pour détruire ces derniers, et complotera à plusieurs reprises pour déclencher ce conflit. Il échouera et sera envoyé en exil. Il sera finalement arrêté dans l'épisode 51.
Phatatra
Roi des voleurs de Thèbes, il est le mentor de Tiya. Il aidera ponctuellement Papyrus et Théti aux côtés de son apprentie.

## Distribution

### Voix françaises (Studio Karina Films)
- Alexis Tomassian : Papyrus
- Elisabeth Ventura : Théti
- Jean Negroni : Raouser
- Sauvane Delanoë : Tiya
- Tony Marot : Imouthep
- Bruno Devoldère : Aker
- Patrice Baudrier : Le Pharaon Merenrê
- Thierry Bourdon : Hapou
- Jean-Pierre Michaël : Ahmès
- Gérard Surugue : Bebo, grand vizir Nesimontou, gardes, Sébek
- Brigitte Aubry : Isis, Nébou
- Jean Barney : Rê, Thot
- Jean Topart : Mutesa
- François Siener : narrateur
- Denis Boileau : Semkhat (1x01), Noufer (1x03), Minos, Ulès (1x09), Sebek (1x15)
- Igor De Savitch : Icare

### Voix secondaires
- Féodor Atkine : Keptès (1x07), Sinab (1x16, 1x25), Sénefer (1x20), Knoum (1x26)
- Sauvane Delanoë : Princesse Ariane (1x09)
- Dorothée Pousséo : Princesse Anitti (1x21, 2x04)
- Christophe Lemoine : Tamik (1x24)
- Laurence Dourlens : une des deux filles d'Akhénaton (1x06)
- Marjorie Frantz : une des deux filles d'Akhénaton (1x06)
- Élisabeth Wiener : un serpent doué de six vies (1x07)
- Jean-Claude Sachot : Chepseska
- Antoine Tomé : Akhénaton

 Source et légende : version française (VF) sur RS Doublage

## Épisodes

### Première saison (1998)
1. La momie engloutie (adapté de la BD)
2. La colère du dieu lune (adapté de la BD Les quatre doigts du dieu lune)
3. Le seigneur des crocodiles (adapté de la BD)
4. La vengeance des Ramsès (adapté de la BD)
5. Le colosse sans visage (adapté de la BD)
6. Le pharaon maudit (adapté de la BD)
7. Le soleil noir de Seth (adapté de la BD Le tombeau de pharaon)
8. La métamorphose d'Imhotep (adapté de la BD)
9. Le labyrinthe (adapté de la BD)
10. Le triomphe de Bastet
11. La cité des scribes
12. Le démon des monts rouges
13. La plume d'or du grand faucon
14. Le réveil du sphinx rouge
15. L'égyptien blanc (adapté de la BD)
16. La harpe d'Hathor
17. Le sarcophage oublié
18. La maison de vie
19. La revanche d'Amon
20. La renaissance de l'enfant pharaon
21. Les larmes des géants (adapté de la BD)
22. L'enfant hiéroglyphe (adapté de la BD)
23. Le maître des trois portes (adapté de la BD)
24. La pyramide noire (adapté de la BD)
25. Le miroir de Nebou
26. La deuxième crue du fleuve sacré

### Deuxième saison (2000)
1. Le sacrilège de Papyrus
2. Mika la magicienne
3. La trentième case du senet maudit
4. La justice de Thoueris
5. Le réveil d’Osiris
6. Le babouin blanc
7. Le pays volé
8. Les quatre chapelles de Toutankhamon
9. Le divin potier
10. Le retour de Senkhet
11. Le talisman de la grande pyramide (adapté de la BD)
12. Yam
13. Le temps de la discorde
14. Les sept nœuds d'Horus
15. Le renoncement de Papyrus
16. Le Nil rouge
17. La couronne sacrée d'Ouadjet
18. Neferourê
19. Les émissaires
20. Princesse Tiya
21. La princesse des étoiles
22. L'enfant sacré d'Ebla
23. L'arbre Ished
24. Le pilier Djed
25. Le procès de Papyrus
26. Le cauchemar

## Différences entre la bande dessinée et la série télévisée
- Le glaive magique Papyrus est doré dans le dessin animé alors qu'il est argenté dans la BD.
- Tiya ne figure pas dans la BD, mais correspond à un personnage  de voleur (masculin) dans Les Quatre Doigts du Dieu Lune.
- Le nom de la déesse resplendissante et fille de Sébek, "Nébou" (il déclare aussi qu'elle s'appelle Maât, déesse de la justice), n'est révélé que dans le dessin animé.
- Imouthep est unijambiste dans la BD alors qu'il n'a que des difficultés à marcher correctement dans la série animée.
- Le pharaon père de Théti se nomme Mérenptah dans la BD alors qu'il se nomme Merenrê dans la série télévisée.
- Le maître de Kamelot se nomme Pouin dans la bande dessinée. Dans la série animée, il se nomme Bebo.
- Ahmès et Shepsheska sont des personnages mineurs dans la bande dessinée (ils n'apparaissent que dans les tomes Les quatre doigts du dieu lune et La méthamorphose d'Imothep respectivement) alors qu'ils sont des antagonistes récurrents dans la série animée.
- Seth est un ennemi occasionnel de Papyrus dans la BD alors qu'il est, avec son Grand Prêtre Aker, le principal antagoniste de la série télévisée.
- Le dessin animé révèle que la mère de Théti est morte alors qu'elle est vivante dans la bande dessinée.
- Le dessin animé s'achève avant que Papyrus ne délivre Horus et ne triomphe pour de bon de Seth et Aker.
- Plusieurs aventures ne sont pas semblables dans la série et la BD.
- Raouser a des cheveux dans la bande dessiné et n'est pas vieux, alors qu'il est vieux et chauve dans le dessin animé.

## Mention de la série dans l'oeuvre de Guy Delisle
Dans ses bandes dessinées Shenzhen, et Pyongyang publiées à L'association, Guy Delisle évoque l'animation de la série dans un studio de Shenzhen dont il était le directeur.